# The Human Beinz
The Human Beinz sind eine Rockband, die 1964 in Youngstown, Ohio gegründet wurde. Die Gruppe ist vor allem für ihren Schlager Nobody But Me aus dem Jahre 1967 bekannt, welcher es bis auf Rang 8 der amerikanischen Hitparade schaffte. Gelegentlich ein Einhitwunder genannt, schaffte es die Band auch mit ihrer zweiten Single an die Spitze der japanischen Hitparade und nahm zwei Studioalben und ein Livealbum auf.

## Geschichte
The Human Beinz begannen im Jahre 1964 als die Premiers, mit denen sie bereits Auftritte bestritten. 1966 änderten sie ihren Namen in The Human Beingz (mit „g“), da der alte ihnen zu altbacken vorkam. Sie nahmen, wie damals üblich Lieder der Yardbirds, Them, der Who und von Bob Dylan auf. Sie werden als Gruppe genannt, die den Weltschlager Gloria von Them abkupferten, der noch einmal für die Shadows of Knight ein Erfolg werden sollte.
Als die Band 1967 einen Vertrag mit Capitol Records begann, buchstabierten diese sie immer wieder absichtlich falsch, da sie sie in Verbindung mit der Be-in-/Love-in-Bewegung bringen wollte.
Es wurde dann abgemacht, dass die Buchstabierweise mit „g“ genommen wird, sollte das Lied Nobody But Me kein Erfolg werden. Das Stück, ursprünglich 1962 von den Isley Brothers aufgenommen, kletterte aber ab September 1967 bis auf Platz 8 der Hitparade US Hot 100 und so wurde die alte Buchstabierweise beibehalten. In Casey Kasems „Buch der Rekorde“ ist das Werk als Lied eingetragen, welches die meisten Wiederholungen eines Wortes, nämlich 31 Mal des Wortes „no“ besitzt, obgleich dies eigentlich nur Bestandteil von „nobody“ und demzufolge kein eigenständiges Wort ist.
Die Human Beinz veröffentlichten im Jahre 1969 in Japan zwei Alben und drei Lieder. Mit dem im selbigen Jahr veröffentlichten „Live in Japan“ waren sie die erste Gruppe, die ein Livealbum in dem fernöstlichen Land aufnahmen. Außerdem kletterten sowohl Turn On Your Love Light als auch das lediglich dort veröffentlichte Hold On Baby auf Rang 1 der japanischen Charts. Nach durch ihr Plattenunternehmen aufgedrängte Japan-Auftritte, löste sich die Gruppe unmittelbar danach im Mai 1969 auf.

## Wiederbelebung
Einer jüngeren Zuhörerschaft wurde die Band bekannt, als ihr Lied Nobody But Me 2004 erst in Quentin Tarantinos Film Kill Bill: Vol. 1, danach 2006 in Martin Scorseses Departed – Unter Feinden und in der Entsprechung für Stromberg in den Vereinigten Staaten gespielt wurde. Durch die wiedergewonnene Bekanntheit entschloss sich die Gruppe 2007, wieder Auftritte zu bestreiten.

## Diskografie
Alben
- 1967: Nobody But Me (Capitol Records)
- 1968: Evolutions (Capitol Records)
- 1969: In Japan (Livealbum)

Singles
- 1967: Nobody But Me – B-Seite: Sueno (Capitol Records)
- 1968: Turn on Your Love Light – B-Seite: It's Fun to Be Clean (Capitol Records)
- 1968: Every Time Woman – B-Seite: The Face (Capitol Records)

Beiträge zu Sammlungen
- 2011: Garage Band Tribute to The Monkees (mit dem Stück Daydream Believer)